# AAL Super-B-Klasse
Die Schiffe der AAL Super-B-Klasse sind Mehrzweck-Container-Schwergutschiffe mit hoher Krankapazität.

## Geschichte
Die im Australienverkehr tätige Reederei AAL/PAS (Austral Asia Line) gab im November 2021 zunächst vier Einheiten von diesem Schiffstyp in Auftrag, dem im Februar 2022 eine Folgeorder über zwei weitere Einheiten folgte. Der Baubeginn für das erste Schiff der Serie, die AAL Limassol, fand am 1. März 2023 statt.
Der Entwurf der Schiffe wurde von AAL und dessen Muttergesellschaft Columbia Shipmanagement entwickelt. Gebaut werden die Schiffe auf der chinesischen Werft CSSC Huangpu Wenchong Shipyard in Guangzhou (früher Kanton).

## Beschreibung
Die Schiffe mit vorne angeordneten Aufbauten verfügen für den Ladungsumschlag über drei an Backbord angeordnete Kräne mit einem Hubvermögen von jeweils 350 Tonnen, die im gekoppelten Betrieb bis zu 700 Tonnen bewegen können. Die beiden Laderäume sind 68 und 38 Meter lang und jeweils 25 Meter breit sowie 15,60 Meter hoch. Sie können bei Bedarf auch offen gefahren werden und sind durch die Ausrüstung mit versetzbaren Zwischendecks flexibel ausgelegt. Das unverbaute Wetterdeck ist 3880 Quadratmeter groß und kann durch seitlich an Steuerbord anbaubare Pontonelemente auf 4500 m² erweitert werden. In den Laderäumen können 820 TEU, an Deck 1090 TEU-Container gestaut werden und es sind 35 Reeferanschlüsse vorhanden.
Die Schiffe werden von einem Dual-Fuel-Methanol-Dieselmotor mit 7380 Kilowatt Leistung angetrieben, der auf einen einzelnen Propeller wirkt.

## Übersicht
| AAL Super-B-Klasse   | AAL Super-B-Klasse | AAL Super-B-Klasse | AAL Super-B-Klasse                                  | AAL Super-B-Klasse         |
| Bauname              | Baunummer          | IMO-Nummer         | Kiellegung Stapellauf Ablieferung                   | Umbenennungen und Verbleib |
| -------------------- | ------------------ | ------------------ | --------------------------------------------------- | -------------------------- |
| AAL Limassol         | 2469               | 9958755            | 28. August 2023 21. Dezember 2023 16. Mai 2024      | so in Fahrt                |
| AAL Hamburg          | 2470               | 9958767            | 27. Oktober 2023 23. Februar 2024 18. Juli 2024     | so in Fahrt                |
| AAL Houston          | 2471               | 9958779            | 22. Dezember 2023 20. April 2024 12. September 2024 | so in Fahrt                |
| AAL Antwerp          | 2472               | 9958781            | 26. Februar 2024 19. Juni 2024 15. November 2024    | so in Fahrt                |
| AAL Dubai            | 2473               | 9963542            | 23. April 2024 -                                    | so im Bau                  |
| AAL Dammam           | 2474               | 9963554            | 30. September 2024 -                                | so im Bau                  |
| AAL Newcastle        | 2543               | 1066300            |                                                     |                            |
| AAL Mumbai           | 2544               | 1066312            |                                                     |                            |
| Daten: Equasis / DNV |                    |                    |                                                     |                            |